# إيلين بيرغمان
إيلين بيرغمان (بالسويدية: Ellen Bergman)‏ هي موسيقية سويدية، ولدت في 5 يناير 1842 في سترينغنس في السويد، وتوفيت في 5 ديسمبر 1921.